# Chatham-szigeteki réce
A Chatham-szigeteki réce (Pachyanas chathamica) a madarak osztályának récefélék családjába tartozó kihalt faj.

## Előfordulása
Az Új-Zélandhoz tartozó Chatham-szigetek területén volt honos, feltehetően mocsarakban. Csak szubfosszilis állapotban fennmaradt csontmaradványok alapján ismert.

## Megjelenése
A maradványok alapján nagyjából következtetni lehet a madár külső megjelenésére. Elég nagyméretű faj volt, méretben megközelítette az új-zélandi ásólúd (Tadorna variegata) méreteit. Szárnycsontjainak a testmérethez viszonyított rövid volta miatt feltételezhető, hogy röpképtelenné vált a szigeti izoláció miatt.

## Kihalása
Kihalásának pontos időpontja nem ismert. Minden bizonnyal a polinézek szigetre érkezése (1350) és a sziget európai felfedezése között (1791) halhatott ki, mivel a korai európai gyarmatosítók már nem találkoztak vele.
Kihalásában elsősorban az intenzív vadászat játszott szerepet. A moriorik vadászták.

## Fordítás
- Ez a szócikk részben vagy egészben  a   Chatham-Ente című német Wikipédia-szócikk fordításán alapul.  Az eredeti cikk szerkesztőit annak laptörténete sorolja fel. Ez a jelzés csupán a megfogalmazás eredetét és a szerzői jogokat jelzi, nem szolgál a cikkben szereplő információk forrásmegjelöléseként.